# Lindsay Whalen
Lindsay Marie Whalen (ur. 9 maja 1982 w Hutchinson) – amerykańska koszykarka, reprezentantka kraju, grająca na pozycji rozgrywającej. W 2004 r. zaczęła karierę zawodową w WNBA, w drużynie Connecticut Sun, a od 2010 r. występuje w Minnesota Lynx. Mistrzyni Świata 2010. Mistrzyni Olimpijska 2012. 
Została najszybszą zawodniczką, która osiągnęła w barwach drużyny Gopher co najmniej 1000 punktów w karierze, dokonała tego, rozgrywając 51 spotkań. Finalistka w głosowaniu na nagrody NCAA: Wade Trophy(2003, 2004) i Naismith Award (2003, 2004). 
W 2008 zajęła drugie miejsce w głosowaniu na MVP sezonu zasadniczego WNBA.

## Osiągnięcia

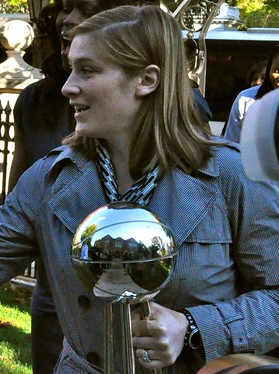
Whalen z nagrodą od gubernatora stanu Minnesota w 2011.

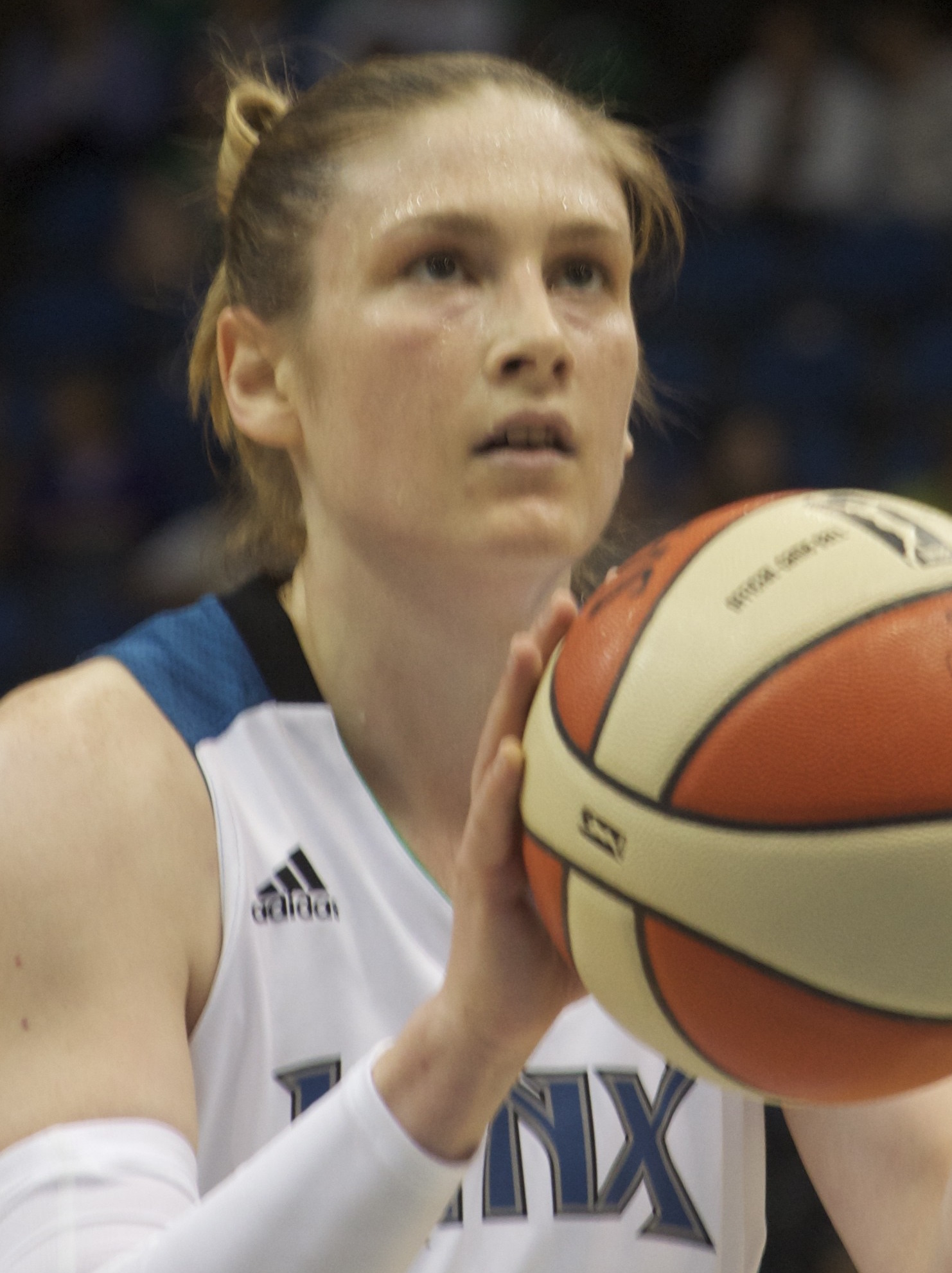
Whalen w barwach Minnesoty Lynx (czerwiec 2013).

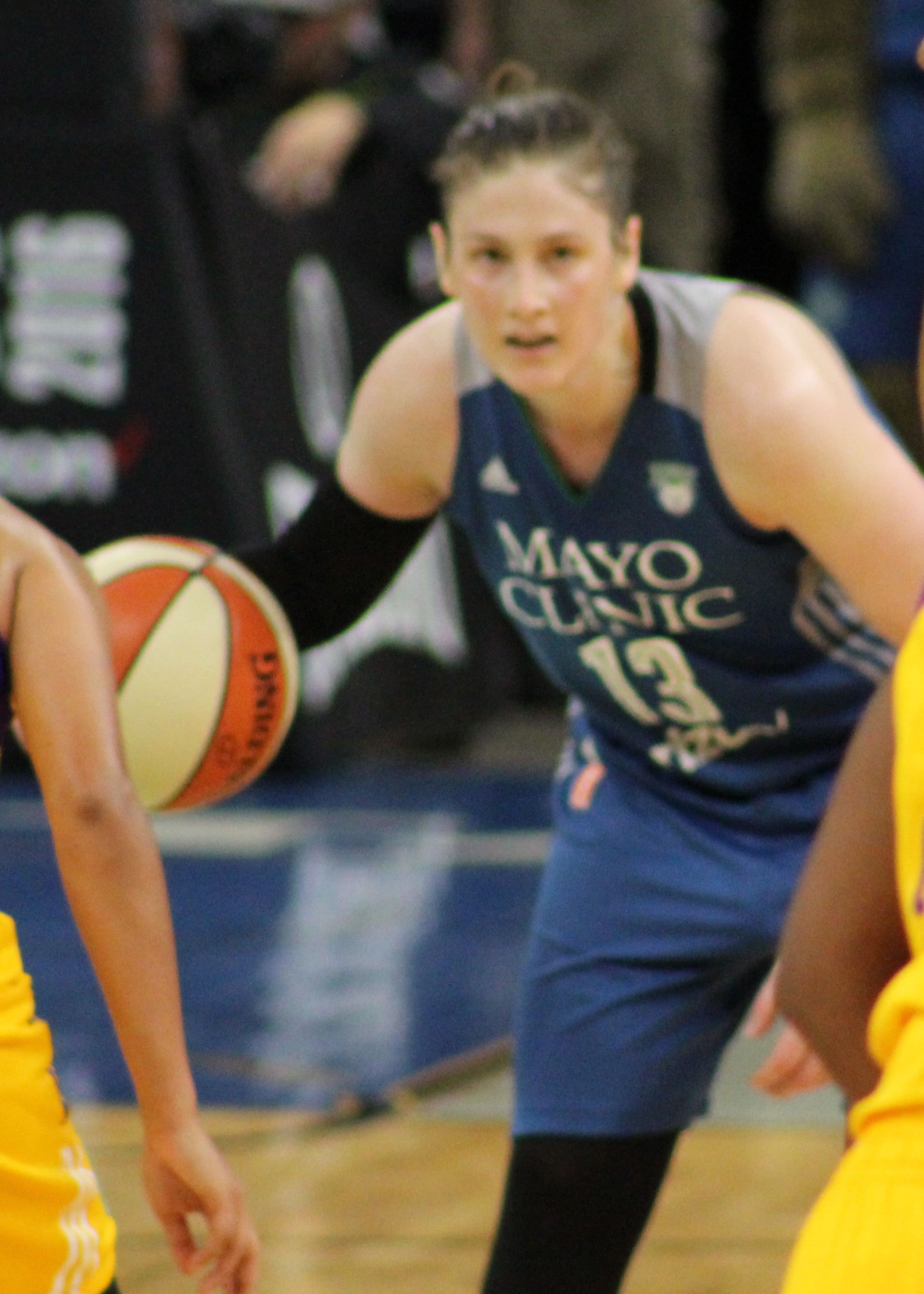
Whalen w 2016 roku.

Stan na 8 października 2017, na podstawie, o ile nie zaznaczono inaczej.

### NCAA
- Uczestniczka rozgrywek:
  - NCAA Final Four (2004)
  - Sweet 16 turnieju NCAA (2003, 2004)
  - II rundy turnieju NCAA (2002–2004)
- Zawodniczka roku konferencji Big Ten (2002)
- MVP turnieju Mideast NCAA (2004)
- Laureatka:
  - Fast Break Club Award (2002, 2004)
  - Minneapolis Star Tribune Sportsperson of the Year (2004)
- Zaliczona do:
  - I składu:
    - All-American (2003 przez Kodaka, USBWA, 2004 przez Kodaka)
    - Big 10 (2002–2004)
    - Academic All-Big 10 (2002–2004)

  - II składu Kodak All-American (2003 przez Associated Press, 2004 przez Associated Press, USBWA)
  - III składu Verizon Academic All-America (2003)
  - składu All-Big Ten honorable mention (2001)
- Drużyna Minnesota Golden Gophers zastrzegła należący do niej numer 13 (styczeń 2005)

### WNBA
- Mistrzyni WNBA (2011, 2013, 2015, 2017)
- Wicemistrzyni WNBA (2004, 2005, 2012, 2016)
- Uczestniczka meczu gwiazd:
  - WNBA (2006, 2011, 2013–2015)
  - WNBA vs. USA Basketball w Radio City Music Hall (2004)
- Zaliczona do:
  - I składu WNBA (2008, 2011, 2013)
  - II składu WNBA (2012, 2014)
  - składu:
    - WNBA Top 20@20 (2016 – 20. najlepszych zawodniczek w historii WNBA)
    - WNBA 25th Anniversary Team (2021)[5]
- Laureatka WNBA Peak Performers Award (2008, 2011, 2012 w kategorii asyst)
- Liderka:
  - WNBA w asystach (2008, 2011–2012)
  - wszech czasów play-off WNBA w asystach

### Klubowe
- Mistrzyni:
  - Eurocup (2014)
  - Czech (2009, 2011, 2012)[6][7][8]
- Wicemistrzyni:
  - Turcji (2013, 2015)[9][10]
  - Czech (2008, 2010)[11]
- Zdobywczyni pucharu:
  - Czech (2010–2012)[8]
  - Turcji (2013)[9]
- Finalistka pucharu Czech (2008, 2009)
- 4. miejsce podczas mistrzostw Rosji (2014)[12]

### Indywidualne
(* – nagrody przyznane przez portal eurobasket.com)
- Najlepsza zawodniczka występująca na pozycji obronnej ligi czeskiej (2012)*[8]
- Zaliczona do*:
  - I składu ligi:
    - rosyjskiej (2014)[12]
    - tureckiej (2015)[10]
    - czeskiej (2012)[8]
    - najlepszych zawodniczek zagranicznych ligi:
      - rosyjskiej (2014)[12]
      - tureckiej (2015)[10]
      - czeskiej (2010, 2012)[11][8]

  - II składu ligi czeskiej (2010, 2011)[11][7]
  - składu honorable mention ligi czeskiej (2009)[6]

### Reprezentacja
- Mistrzyni:
  - olimpijska (2012, 2016)
  - świata (2010, 2014)
  - świata U–21 (2003)
  - Ameryki U–20 (2002)

## Życie prywatne
6 października 2007 w Hutchinson poślubiła Bena Greva, amerykańskiego golfistę.